# Chlorostilbon
A Chlorostilbon a madarak osztályának sarlósfecske-alakúak (Apodiformes) rendjébe és a kolibrifélék (Trochilidae) családjába tartozó nem.

## Rendszerezés
A nembe az alábbi 18 faj tartozik:
- Chlorostilbon auriceps
- Chlorostilbon forficatus
- villásfarkú smaragdkolibri (Chlorostilbon canivetii)
- kerti smaragdkolibri (Chlorostilbon assimilis)
- Chlorostilbon melanorhynchus
- pirosfarkú smaragdkolibri (Chlorostilbon gibsoni)
- kékfarkú smaragdkolibri (Chlorostilbon mellisugus)
- Chlorostilbon olivaresi
- sárgahasú smaragdkolibri (Chlorostilbon aureoventris vagy Chlorostilbon lucidus)
- zöld smaragdkolibri (Chlorostilbon ricordii)
- Brace-smaragdkolibri (Chlorostilbon bracei) – kihalt
- haiti smaragdkolibri (Chlorostilbon swainsonii)
- Puerto Ricó-i smaragdkolibri (Chlorostilbon maugaeus)
- rezes smaragdkolibri (Chlorostilbon russatus)
- keskenyfarkú smaragdkolibri (Chlorostilbon stenurus vagy Chlorostilbon stenura)
- zöldfarkú smaragdkolibri (Chlorostilbon alice)
- rövidfarkú smaragdkolibri (Chlorostilbon poortmani)
- Chlorostilbon elegans – kihalt